# Musa ibn Šakir
Musa ibn Šakir je istaknuti iranski naučnik i izvanredan inženjer. Imao je tri sina, Muhameda, Ahmeda i Hasana, koji su bili izuzetno poznati te zbog toga u tradicionalnoj istorijskoj i naučnoj islamskoj literaturi spominju ih zajedno pod imenom Benu Musa (Musini sinovi). Oni su rođeni u Horezmu.
Musa ibn Šakir je bio blizak prijatelj abasidskog kalifa Mamuna. Koristeći svoj državni ugled u naučne svrhe, Musa je svoja astronomska istraživanja obavljao u Mamunovoj palati, nekada i na njegov zahtev. Zbog njihovog bliskog prijateljstva abasidski kalif je, nakon Musine smrti, odlučio da se lično stara o njegovoj maloletnoj deci i tako im je omogućio da se obrazuju u čuvenoj Kući mudrosti.
Musini sinovi su vrlo brzo napredovali, te su kasnije realizovali neke projekte od krucijalnog značaja za određena matematička istraživanja. U okviru jednog od takvih uspešnih projekata, otkrili su metodu validnog razmatranja trisekcije ugla. Shodno tome, oni su prezentovali način konstruisanja trećine datog, proizvoljnog ugla. Ta teorija je obrazložena u čuvenom delu Marifatu masaha al-aškal al-basita va al-kurija [Razmatranja o kvadraturi površinskih i sfernih figura], a obrazloženje između ostalog pokazuje da su se u svojim analizama sasvim argumentovano osvrtali na Arhimedove principe iz njegovih matematičkih traktata. Sa metodom Musinih sinova u trisekciji ugla na Zapadu su se upoznali tek pošto je njihovo delo prevedeno na latinski jezik. Jordan Nemorari, u XIII stoleću, svoje čuvene argumente o trisekciji ugla pruzeo je u velikoj meri iz rezultata njihovih istraživanja. Takođe, dela Leonarda Fibonačija (umro 1240) iz geometrije pisana su pod dominantnim uticajem prevedenih dela Musinih sinova.

## Literatura
- Velajati, Ali Akbar (2016), Istorija kulture i civilizacije islama i Irana, preveo Muamer Halilović, Beograd, Centar za religijske nauke „Kom”, str. 214—217.